# ポンツァ
ポンツァ（伊: Ponza）は、イタリア共和国ラツィオ州ラティーナ県にある、人口約3,300人の基礎自治体（コムーネ）。
ティレニア海に浮かぶポンツィアーネ諸島のうち、ポンツァ島などの島々を領域とする。

## 地理
ポンツィアーネ諸島北西部の島々を管轄する。町域には、ポンツァ島、パルマローラ島、ガーヴィ島、ザンノーネ島などが含まれる。諸島南東部の島々は、ヴェントテーネに属する。

### 気候分類・地震分類

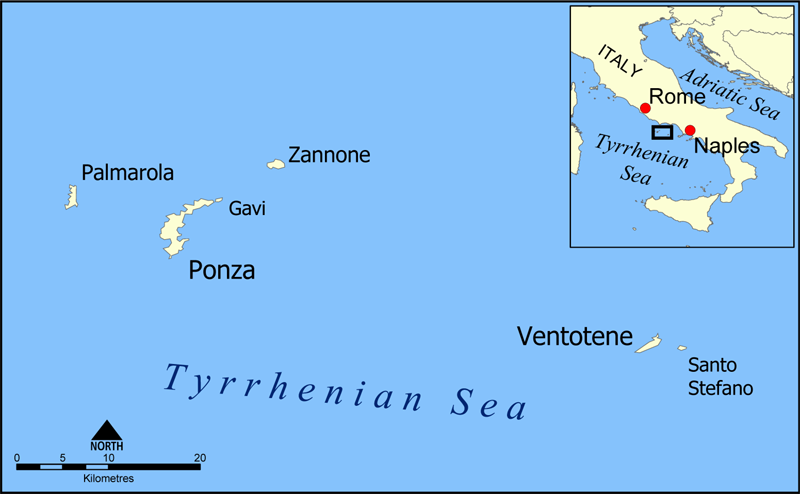
ポンツィアーネ諸島

ポンツァにおけるイタリアの気候分類 (it) および度日は、zona C, 1092 GGである。
また、イタリアの地震リスク階級 (it) では、zona 3B (sismicità bassa) に分類される。

## 行政

### 分離集落
ポンツァには、以下の分離集落（フラツィオーネ）がある。
- Campo Inglese, Giancos, Guarini, I Conti, Le Forna, Santa Maria